# La Grande-Paroisse
Pour les articles homonymes, voir Paroisse (communes).
La Grande-Paroisse est une commune française située dans le département de Seine-et-Marne en région Île-de-France.

## Géographie

### Localisation
Le village est à 4,5 km à l'ouest de Montereau-Fault-Yonne. La commune s'étend sur les deux rives de la Seine, bien qu'aucun pont ne traverse le fleuve sur son territoire.

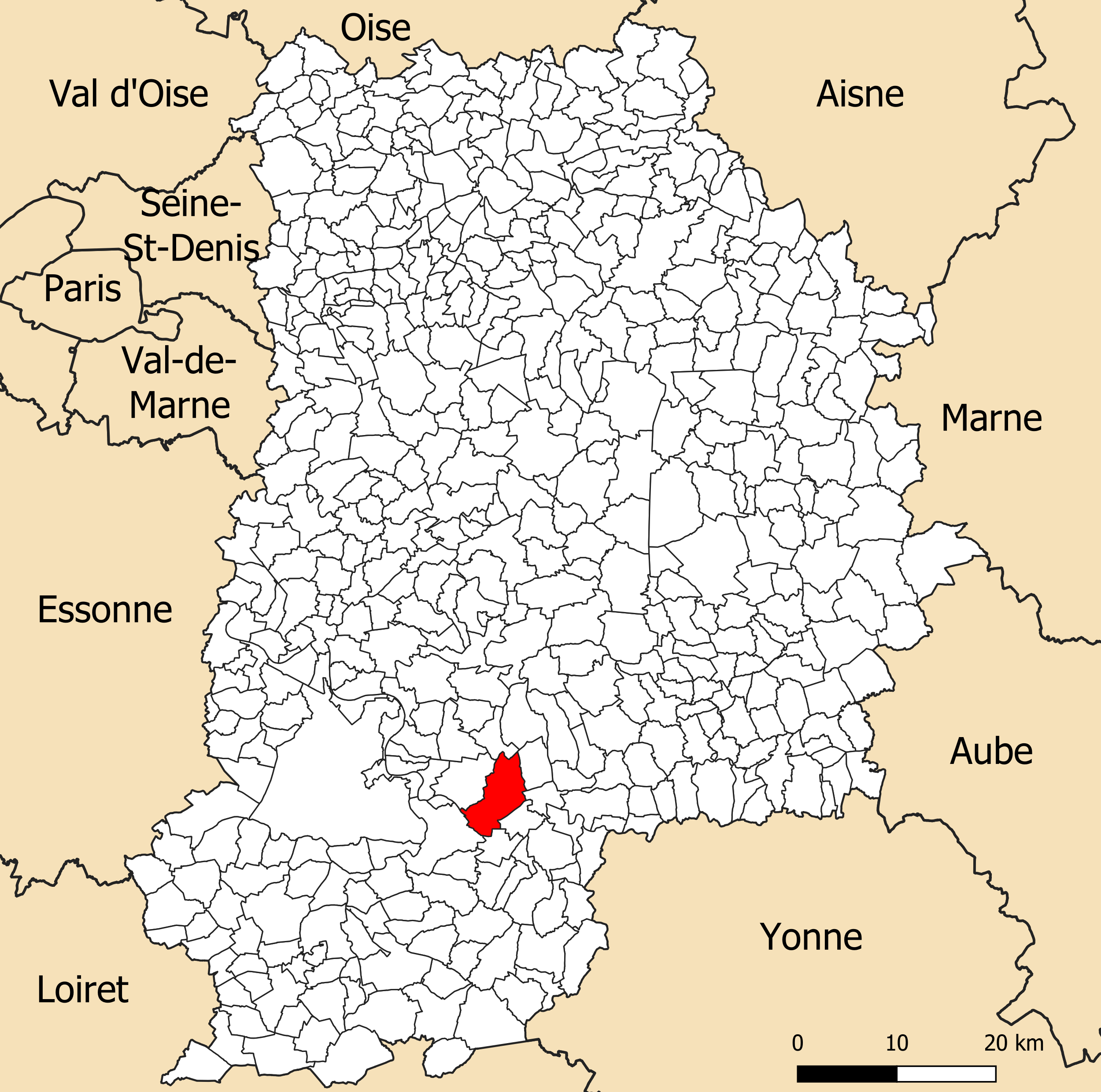
Localisation de la commune de La Grande-Paroisse dans le département de Seine-et-Marne.

### Communes limitrophes
|                           | Valence-en-Brie     | Forges                |

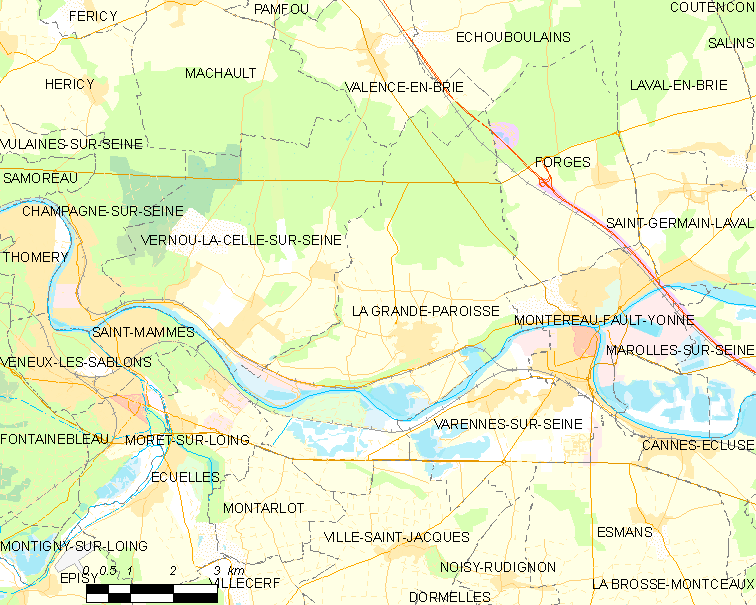
Carte des communes limitrophes de La Grande-Paroisse.

| Vernou-la-Celle-sur-Seine | La Grande-Paroisse  | Montereau-Fault-Yonne |
| Moret-Loing-et-Orvanne    | Ville-Saint-Jacques | Varennes-sur-Seine    |

### Géologie et relief
La commune est classée en zone de sismicité 1, correspondant à une sismicité très faible.
L'altitude varie de 45 mètres à 147 mètres pour le point le plus haut , le centre du bourg se situant à environ 113 mètres d'altitude (Hôtel de Ville)
.

### Hydrographie

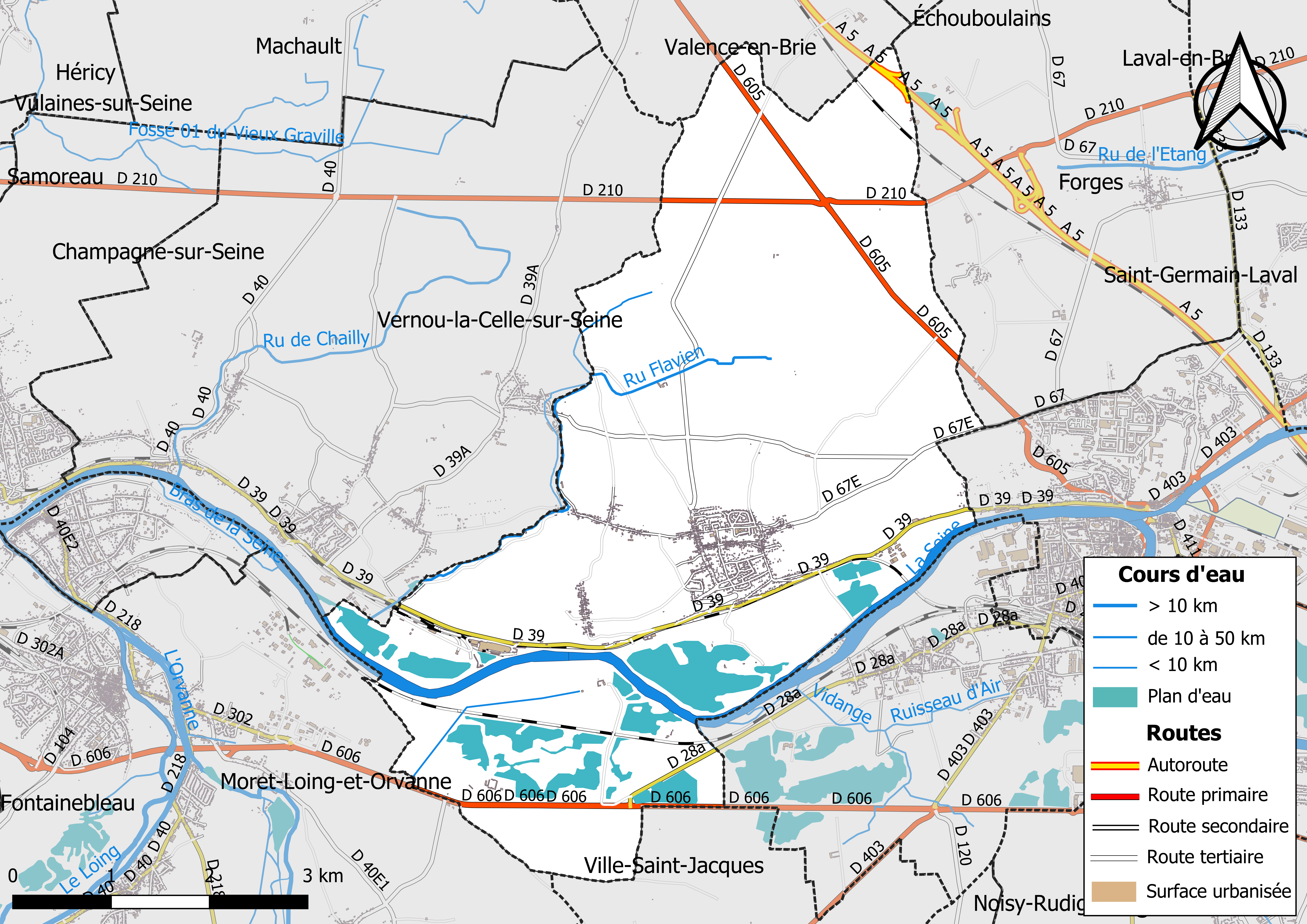
Carte des réseaux hydrographique et routier de La Grande-Paroisse.

Le réseau hydrographique de la commune se compose de huit cours d'eau référencés :
- La Seine, fleuve long de 774,76 km[3], traverse le territoire communal, ainsi que :
  - un bras de 1,02 km[4] ;
    - le ru Flavien, 6,39 km[5], qui conflue avec le bras de la Seine F4007001 ;
      - un bras du Flavien, 1,74 km[6], qui conflue avec le ru Flavien ;
      - le fossé 01 de la Madeleine, 1,38 km[7], affluent du ru Flavien ;

  - un bras de 0,52 km[8] ;
  - la dérivation de Varennes, 0,94 km[9] ;
  - une vidange de 0,38 km[10].

Par ailleurs, son territoire est également traversé par l’aqueduc de la Voulzie et par l’aqueduc de la Vanne, ainsi que par le canal 01 de la Commune de la Grande-Paroisse, aqueduc, conduite forcée non navigable de 2,06 km, qui conflue avec l’aqueduc de la Vanne.
La longueur totale des cours d'eau sur la commune est de 20,98 km.

### Climat
Pour des articles plus généraux, voir Climat de l'Île-de-France et Climat de Seine-et-Marne.
En 2010, le climat de la commune est de type climat océanique dégradé des plaines du Centre et du Nord, selon une étude du CNRS s'appuyant sur une série de données couvrant la période 1971-2000. En 2020, Météo-France publie une typologie des climats de la France métropolitaine dans laquelle la commune est exposée à un climat océanique altéré et est dans la région climatique Nord-est du bassin Parisien, caractérisée par un ensoleillement médiocre, une pluviométrie moyenne régulièrement répartie au cours de l’année et un hiver froid (3 °C).
Pour la période 1971-2000, la température annuelle moyenne est de 10,7 °C, avec une amplitude thermique annuelle de 15,2 °C. Le cumul annuel moyen de précipitations est de 744 mm, avec 11,4 jours de précipitations en janvier et 7,4 jours en juillet. Pour la période 1991-2020, la température moyenne annuelle observée sur la station météorologique la plus proche, située sur la commune de La Brosse-Montceaux à 10 km à vol d'oiseau, est de 12,0 °C et le cumul annuel moyen de précipitations est de 652,9 mm,. Pour l'avenir, les paramètres climatiques de la commune estimés pour 2050 selon différents scénarios d'émission de gaz à effet de serre sont consultables sur un site dédié publié par Météo-France en novembre 2022.

### Milieux naturels et biodiversité

#### Espaces protégés
La protection réglementaire est le mode d’intervention le plus fort pour préserver des espaces naturels remarquables et leur biodiversité associée,.
Trois espaces protégés sont présents dans la commune : 
- les « Coteaux calcaires de la Grande-Paroisse », objet d'un arrêté préfectoral de protection de biotope, d'une superficie de 13 ha[21].
- « La Noue Notre-Dame », objet d'un arrêté préfectoral de protection de biotope, d'une superficie de 10 ha[22].
- les « Marais alcalins de la Grande Paroisse et de Vernou », objet d'un arrêté préfectoral de protection de biotope, d'une superficie de 30 ha[23].

#### Réseau Natura 2000

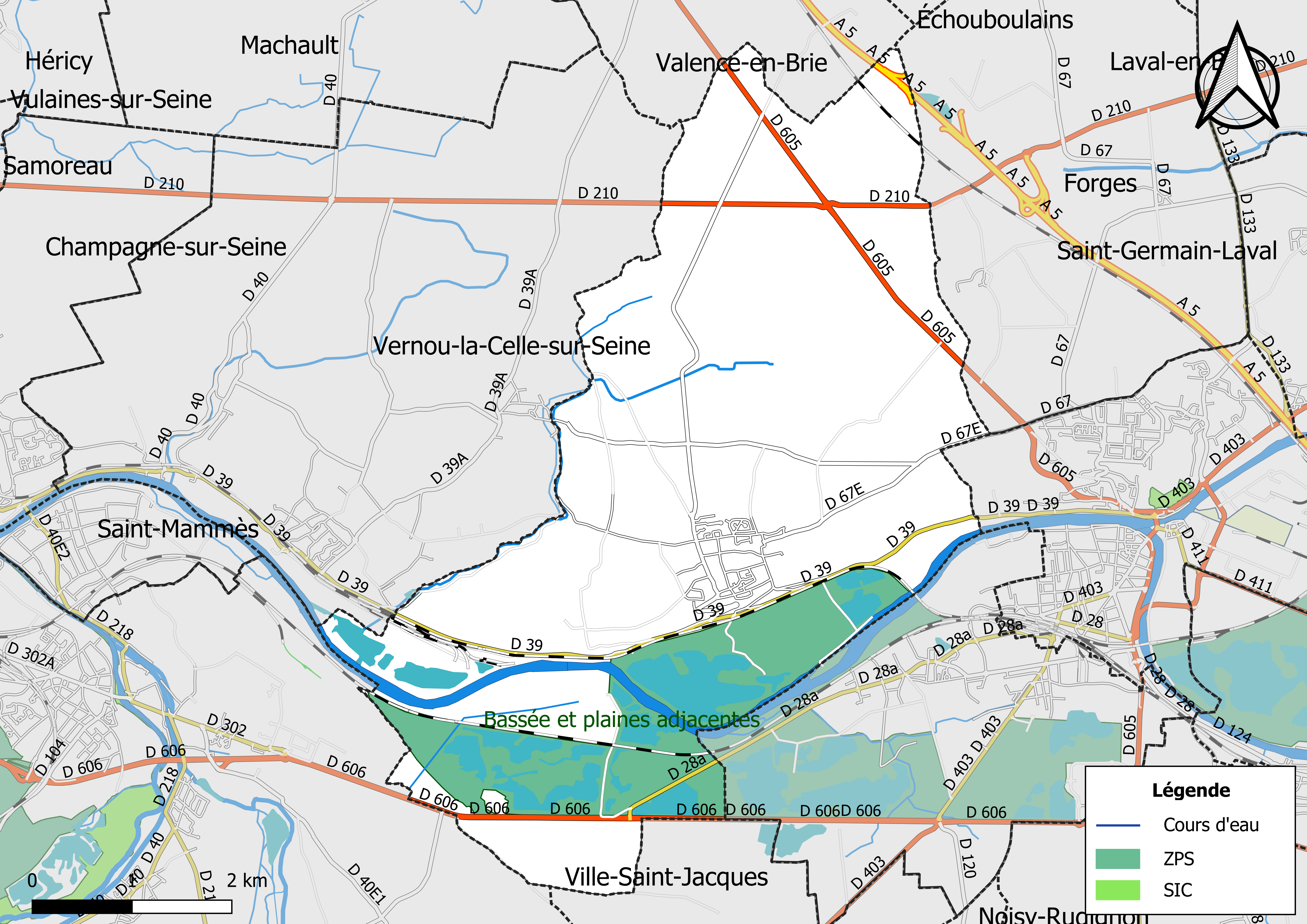
Sites Natura 2000 sur le territoire communal.

Le réseau Natura 2000 est un réseau écologique européen de sites naturels d’intérêt écologique élaboré à partir des Directives « Habitats » et « Oiseaux ». Ce réseau est constitué de Zones spéciales de conservation (ZSC) et de Zones de protection spéciale (ZPS). Dans les zones de ce réseau, les États Membres s'engagent à maintenir dans un état de conservation favorable les types d'habitats et d'espèces concernés, par le biais de mesures réglementaires, administratives ou contractuelles.
Un site Natura 2000 a été défini sur la commune au titre de la « directive Oiseaux », : la « Bassée et plaines adjacentes », d'une superficie de 27 643 ha, une vaste plaine alluviale de la Seine bordée par un coteau marqué au nord et par un plateau agricole au sud. Elle abrite une importante diversité de milieux qui conditionnent la présence d’une avifaune très riche,.

#### Zones naturelles d'intérêt écologique, faunistique et floristique
L’inventaire des zones naturelles d'intérêt écologique, faunistique et floristique (ZNIEFF) a pour objectif de réaliser une couverture des zones les plus intéressantes sur le plan écologique, essentiellement dans la perspective d’améliorer la connaissance du patrimoine naturel national et de fournir aux différents décideurs un outil d’aide à la prise en compte de l’environnement dans l’aménagement du territoire.
Le territoire communal de Grande-Paroisse comprend quatre ZNIEFF de type 1,, : 
- le « Coteau calcaire de la Tirache à la Grande Paroisse » (7,79 ha)[29] ;
- le « Marais tourbeux du bois de Valence » (156,54 ha), couvrant 2 communes du département[30] ;
- les « plans d'eau des Loges et des Sureaux à la Grande-Paroisse » (86,38 ha)[31] ;
- la « Zone humide de la noue Notre Dame » (90,38 ha)[32] ;

et deux ZNIEFF de type 2, : 
- les « Bois de Valence et de Champagne » (3 706,85 ha), couvrant 9 communes du département[33] ;
- la « vallée de la Seine entre Vernou et Montereau » (1 626,19 ha), couvrant 8 communes du département[34].

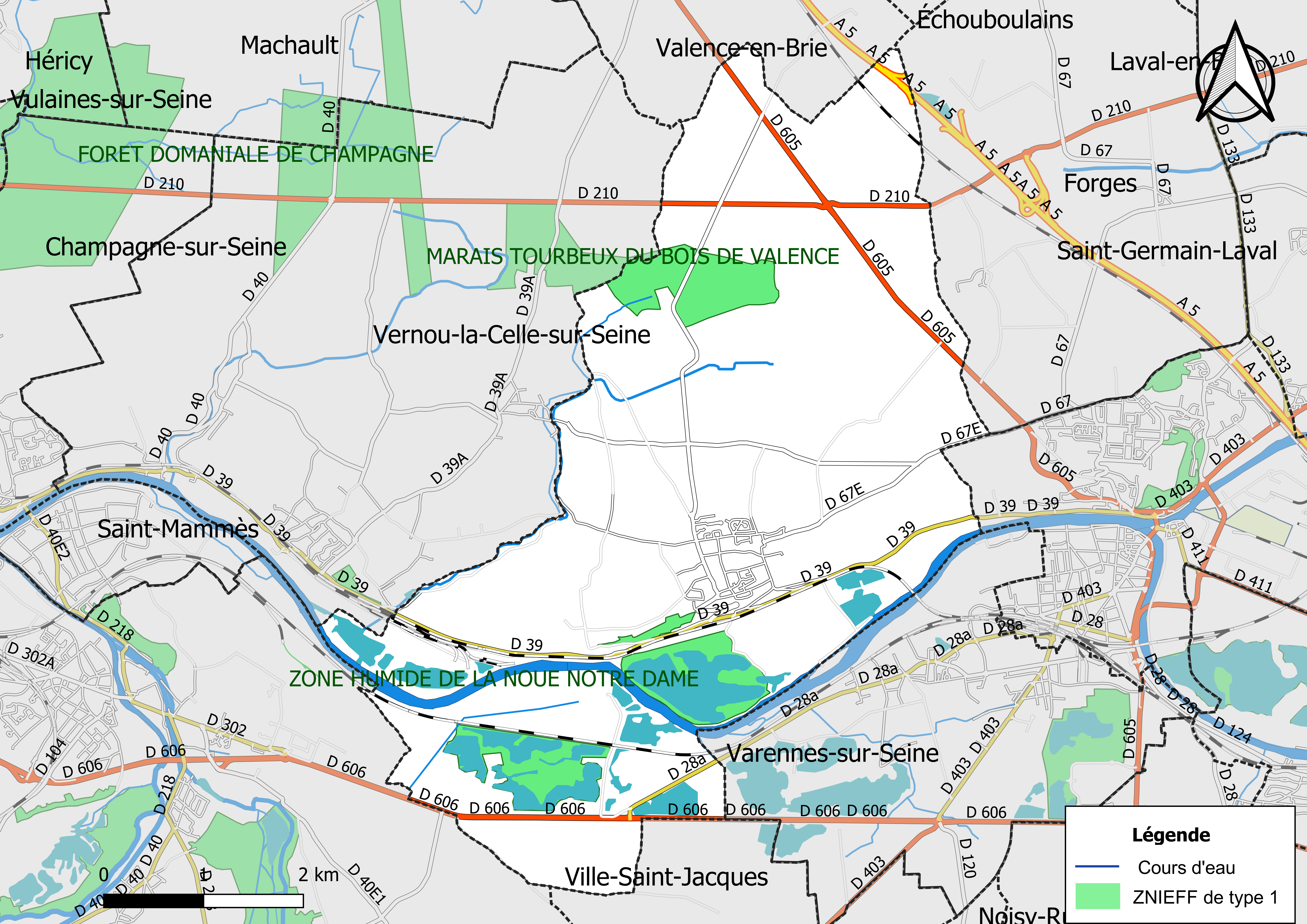
Carte des ZNIEFF de type 1 de la commune.
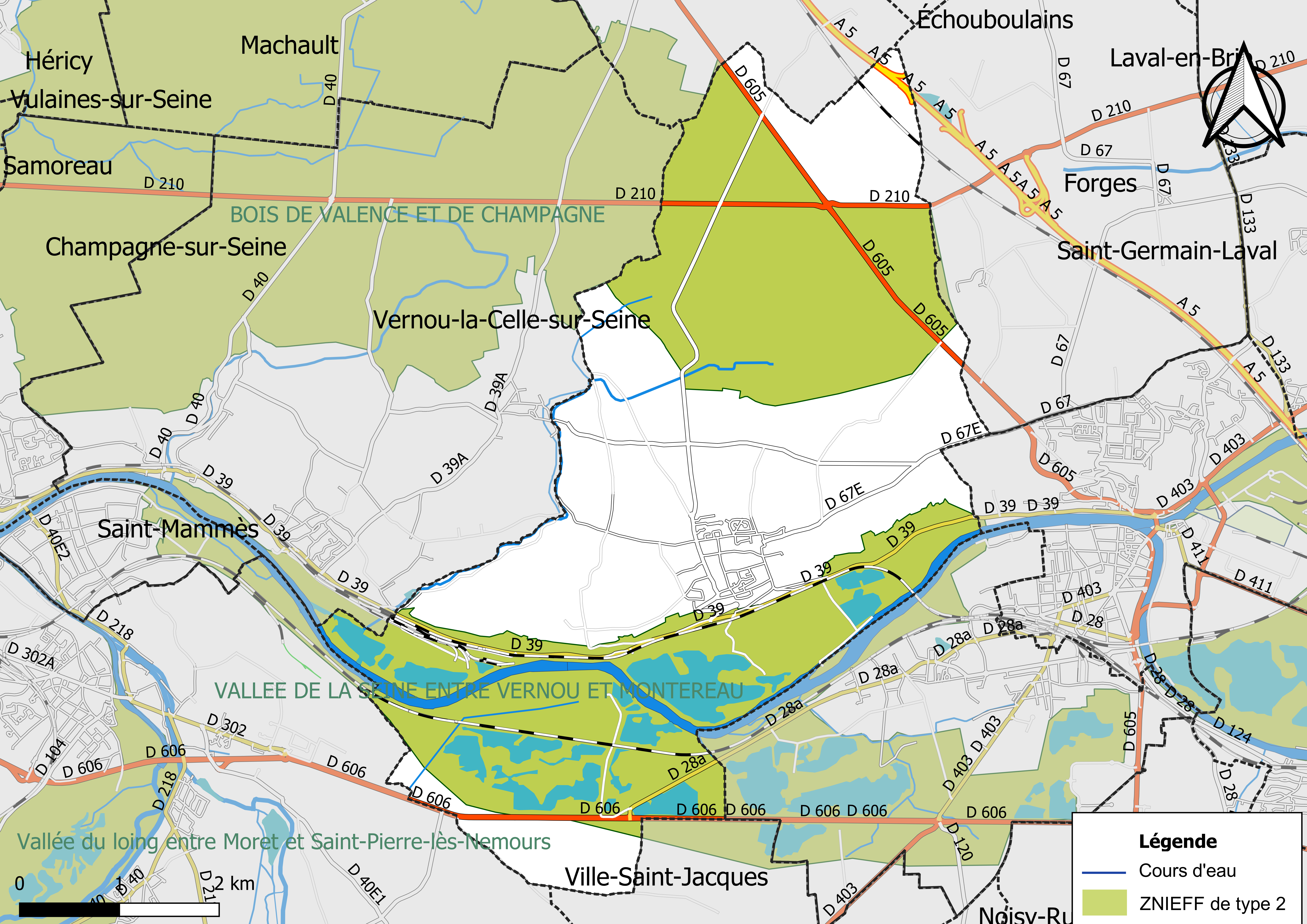
Carte des ZNIEFF de type 2 de la commune.

## Urbanisme

### Typologie
Au 1er janvier 2024, La Grande-Paroisse est catégorisée ceinture urbaine, selon la nouvelle grille communale de densité à sept niveaux définie par l'Insee en 2022.
Elle appartient à l'unité urbaine de La Grande-Paroisse, une unité urbaine monocommunale constituant une ville isolée,. Par ailleurs la commune fait partie de l'aire d'attraction de Paris, dont elle est une commune de la couronne,. Cette aire regroupe 1 929 communes,.

### Lieux-dits et écarts
La commune compte 141 lieux-dits administratifs répertoriés consultables ici (source : le fichier Fantoir).

### Occupation des sols
L'occupation des sols de la commune, telle qu'elle ressort de la base de données européenne d’occupation biophysique des sols Corine Land Cover (CLC), est marquée par l'importance des territoires agricoles (47,1 % en 2018), en augmentation par rapport à 1990 (45,7 %). La répartition détaillée en 2018 est la suivante : 
terres arables (45,1% ), forêts (29,3% ), eaux continentales (10,7% ), milieux à végétation arbustive et/ou herbacée (7% ), zones urbanisées (3,6% ), prairies (1,8% ), zones industrielles ou commerciales et réseaux de communication (1,3% ), mines, décharges et chantiers (1% ), zones agricoles hétérogènes (0,2 %).
Parallèlement, L'Institut Paris Région, agence d'urbanisme de la région Île-de-France, a mis en place un inventaire numérique de l'occupation du sol de l'Île-de-France, dénommé le MOS (Mode d'occupation du sol), actualisé régulièrement depuis sa première édition en 1982. Réalisé à partir de photos aériennes, le Mos distingue les espaces naturels, agricoles et forestiers mais aussi les espaces urbains (habitat, infrastructures, équipements, activités économiques, etc.) selon une classification pouvant aller jusqu'à 81 postes, différente de celle de Corine Land Cover,,. L'Institut met également à disposition des outils permettant de visualiser par photo aérienne l'évolution de l'occupation des sols de la commune entre 1949 et 2018.

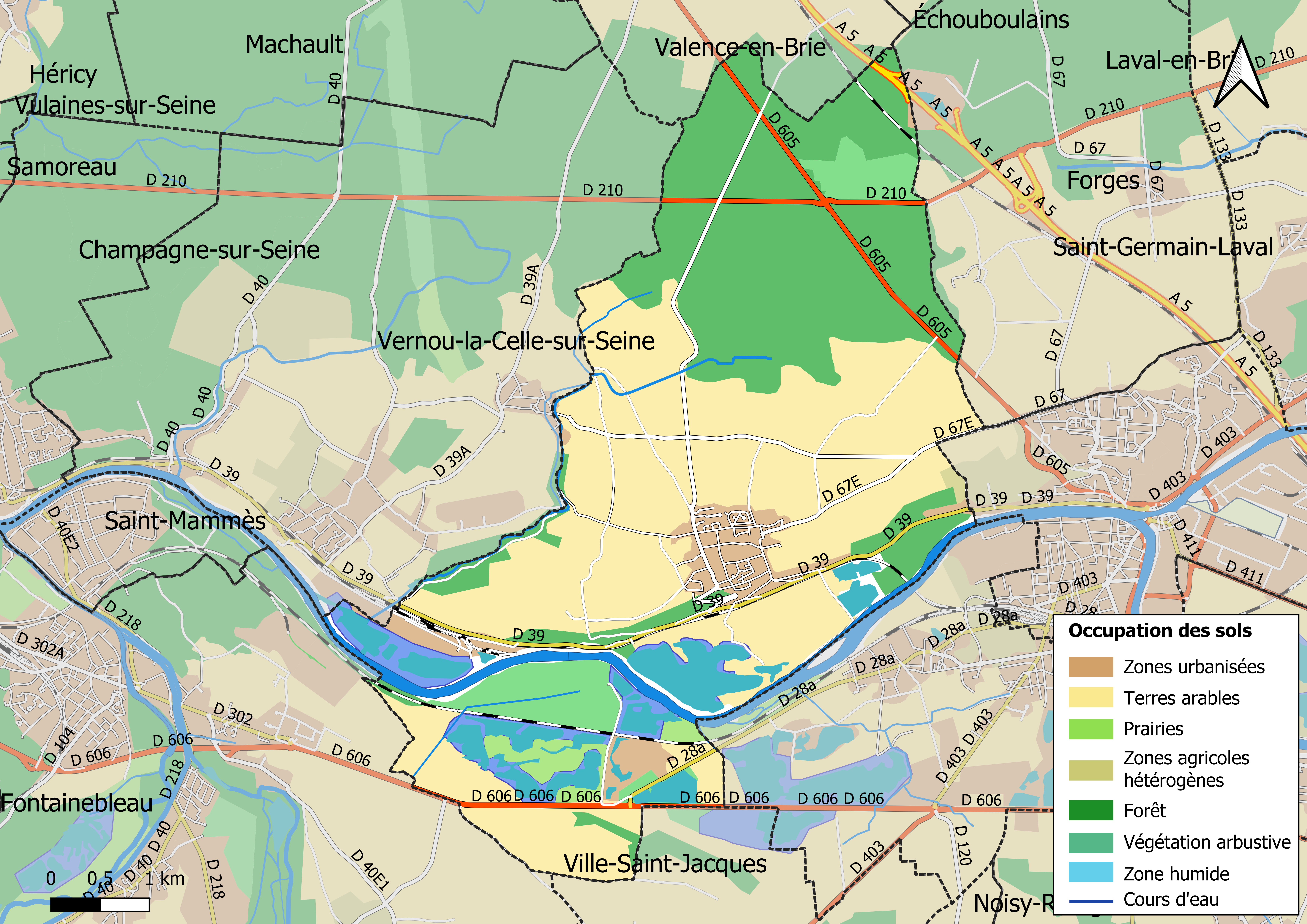
Carte des infrastructures et de l'occupation des sols en 2018 (CLC) de la commune.
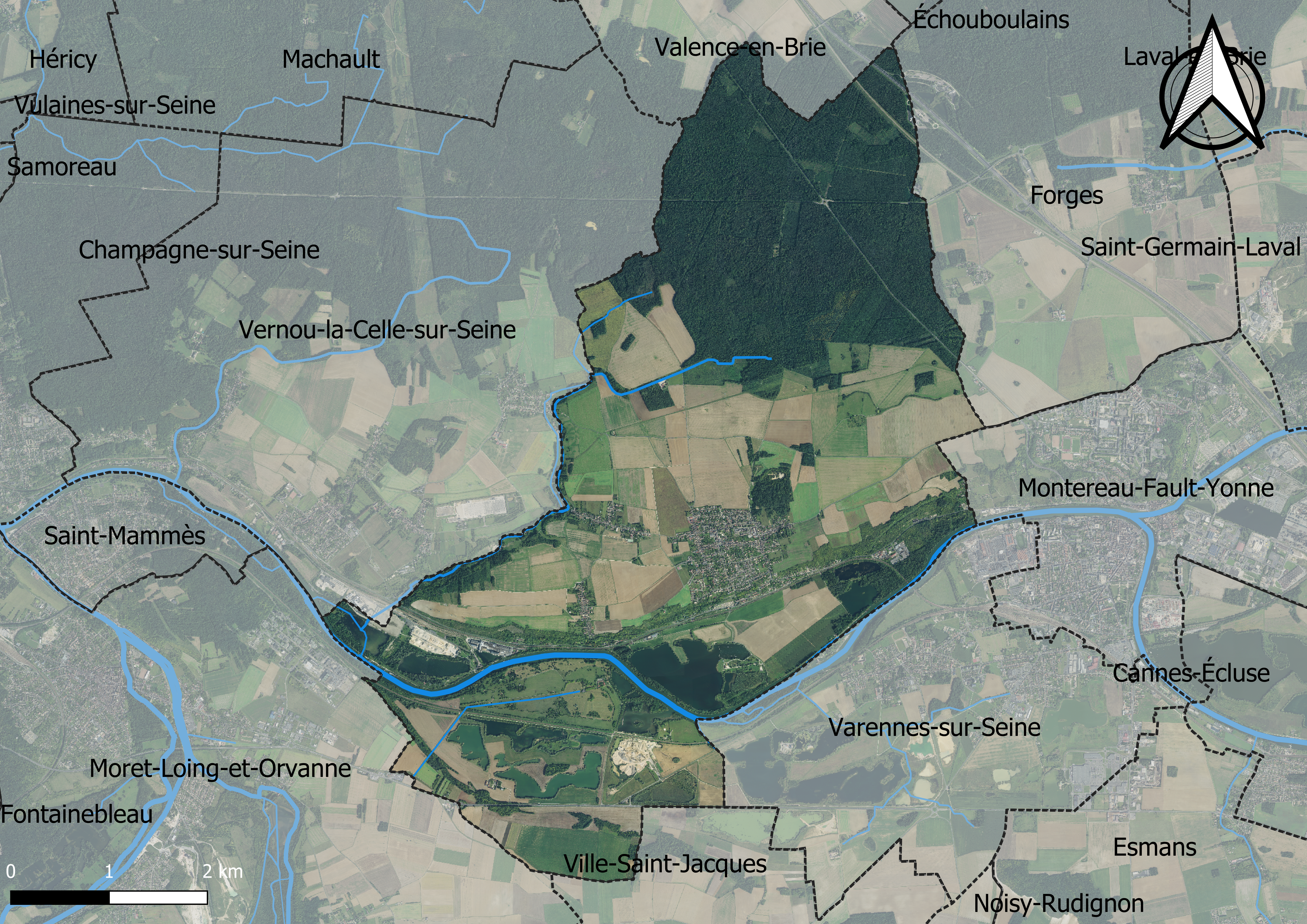
Carte orhophotogrammétrique de la commune.

### Planification
La loi SRU du 13 décembre 2000 a incité les communes à se regrouper au sein d’un établissement public, pour déterminer les partis d’aménagement de l’espace au sein d’un SCoT, un document d’orientation stratégique des politiques publiques à une grande échelle et à un horizon de 20 ans et s'imposant aux documents d'urbanisme locaux, les PLU (Plan local d'urbanisme). La commune est dans le territoire du SCOT Seine et Loing, dont le projet a été arrêté le 3 juillet 2019, porté par le syndicat mixte d’études et de programmation (SMEP) Seine et Loing rassemblant à la fois 44 communes et trois communautés de communes.
La commune disposait en 2019 d'un plan local d'urbanisme en révision. Le zonage réglementaire et le règlement associé peuvent être consultés sur le Géoportail de l'urbanisme.

### Logement
En 2016, le nombre total de logements dans la commune était de 1 169 dont 93,9 % de maisons et 5,8 % d'appartements.
Parmi ces logements, 90,7 % étaient des résidences principales, 4 % des résidences secondaires et 5,3 % des logements vacants.
La part des ménages fiscaux propriétaires de leur résidence principale s'élevait à 84,3 % contre 13,6 % de locataires dont, 2,2 % de logements HLM loués vides (logements sociaux) et, 2,1 % logés gratuitement.

### Voies de communication et transports
La commune est desservie par une gare de la ligne R du Transilien sur l'axe Melun - Héricy - Montereau.

## Toponymie
Cette commune fut la villa favorite des leudes mérovingiens et prit le nom de Villam Cellas, devint Cellae puis Altare de Cellis en l'honneur de saint Germain.
La Grande-Paroisse a été une « celle » jusqu'au XIIIe siècle, puis peu à peu la désignation de « paroisse » a pris le dessus, Celle la Grant Paroisse en 1527.
La Grande-Paroisse (Cella Sancti German Manea Parochiae) doit son nom primitif au latin chrétien Cella, qui signifie ermitage et parfois « petit monastère » par suite de groupements des ermites de l'époque carolingienne.

## Histoire
Légende de Saint-Germain de Paris :
« Childebert 1er tomba malade en ce lieu et fut guéri miraculeusement par le saint qu'il fit appeler. En reconnaissance, il lui donna les terres formant aujourd'hui les paroisses de Vernou, Machault et La Grande Paroisse. L'Église lui fut dédiée. Jadis prieuré ».
Au lieu-dit a Montagne Baignière, un sarcophage en pierre gravé d'arêtes de poisson et couvert d'une dalle en morceaux, daté du VIIe siècle.
Classé monument historique par arrêté du 27 octobre 1955.
La première rencontre de Louis XV et Marie Leszczynska eut lieu sur le territoire de la commune, le 4 septembre 1725. Une colonne de marbre rouge fut élevée pour commémorer l'événement.
Au cimetière de La Grande-Paroisse, une grille entoure la sépulture de Claudie Elie Montain Horeau, médecin de l'impératrice Joséphine et de l'empereur Napoleon Ier, membre de l'Académie de médecine, chevalier de la Légion d'honneur, décédé le 11 février 1841.
Pendant la guerre de 1870, 59 habitants de La Grande-Paroisse participeront au conflit ; on dénombre un mort et un disparu.

## Politique et administration

### Liste des maires
| Période                                  | Période                       | Identité         | Étiquette | Qualité                                                                  |
| ---------------------------------------- | ----------------------------- | ---------------- | --------- | ------------------------------------------------------------------------ |
| Les données manquantes sont à compléter. |                               |                  |           |                                                                          |
| mai 1945                                 | novembre 1950                 | Gervais Mauclerc |           |                                                                          |
| novembre 1950                            | mars 1977                     | André Cholet     |           | Électricien                                                              |
| mars 1977                                | juin 1995                     | Michel Théry     | PS        | Enseignant                                                               |
| juin 1995                                | mars 2008                     | Jacques Vaillant | PS        | Enseignant                                                               |
| mars 2008                                | mars 2014                     | Dominique Lioret | UMP       | Chef d'entreprise Vice-président de la CC des Deux Fleuves (2008 → 2012) |
| mars 2014                                | En cours (au 19 janvier 2021) | Emmanuel Ledoux  | MoDem     | Cadre commercial Réélu pour le mandat 2020-2026                          |

### Jumelages
- Honzrath (Allemagne) depuis 1985.

## Équipements et services

### Eau et assainissement
L’organisation de la distribution de l’eau potable, de la collecte et du traitement des eaux usées et pluviales relève des communes. La loi NOTRe de 2015 a accru le rôle des EPCI à fiscalité propre en leur transférant cette compétence. Ce transfert devait en principe être effectif au 1er janvier 2020, mais la loi Ferrand-Fesneau du 3 août 2018 a introduit la possibilité d’un report de ce transfert au 1er janvier 2026,.

#### Assainissement des eaux usées
En 2020, la gestion du service d'assainissement collectif de la commune de La Grande-Paroisse est assurée par la communauté de communes Pays de Montereau (CCPM) pour la collecte, le transport et la dépollution. Ce service est géré en délégation par une entreprise privée, dont le contrat arrive à échéance le 31 décembre 2026,,.
L’assainissement non collectif (ANC) désigne les installations individuelles de traitement des eaux domestiques qui ne sont pas desservies par un réseau public de collecte des eaux usées et qui doivent en conséquence traiter elles-mêmes leurs eaux usées avant de les rejeter dans le milieu naturel. La communauté de communes Pays de Montereau (CCPM) assure pour le compte de la commune le service public d'assainissement non collectif (SPANC), qui a pour mission de vérifier la bonne exécution des travaux de réalisation et de réhabilitation, ainsi que le bon fonctionnement et l’entretien des installations. Cette prestation est déléguée à la SAUR, dont le contrat arrive à échéance le 31 décembre 2026,.

#### Eau potable
En 2020, l'alimentation en eau potable est assurée par la communauté de communes Pays de Montereau (CCPM) qui en a délégué la gestion à une entreprise privée, dont le contrat expire le 31 décembre 2026,.

## Population et société

### Démographie
Les habitants sont appelés les Grands-Paroissiens ou Roissiens plus familièrement.
L'évolution du nombre d'habitants est connue à travers les recensements de la population effectués dans la commune depuis 1793. Pour les communes de moins de 10 000 habitants, une enquête de recensement portant sur toute la population est réalisée tous les cinq ans, les populations de référence des années intermédiaires étant quant à elles estimées par interpolation ou extrapolation. Pour la commune, le premier recensement exhaustif entrant dans le cadre du nouveau dispositif a été réalisé en 2004.

En 2022, la commune comptait 2 899 habitants, en évolution de +4,92 % par rapport à 2016 (Seine-et-Marne : +3,92 %, France hors Mayotte : +2,11 %).
| 1793  | 1800  | 1806  | 1821  | 1831  | 1836  | 1841  | 1846  | 1851  |
| ----- | ----- | ----- | ----- | ----- | ----- | ----- | ----- | ----- |
| 1 015 | 1 029 | 1 123 | 1 150 | 1 256 | 1 288 | 1 246 | 1 251 | 1 225 |

| 1856  | 1861  | 1866  | 1872  | 1876  | 1881 | 1886 | 1891 | 1896 |
| ----- | ----- | ----- | ----- | ----- | ---- | ---- | ---- | ---- |
| 1 142 | 1 148 | 1 145 | 1 049 | 1 034 | 988  | 977  | 974  | 915  |

| 1901 | 1906 | 1911 | 1921  | 1926  | 1931  | 1936  | 1946  | 1954  |
| ---- | ---- | ---- | ----- | ----- | ----- | ----- | ----- | ----- |
| 945  | 937  | 965  | 1 006 | 1 167 | 1 491 | 1 183 | 1 184 | 1 349 |

| 1962  | 1968  | 1975  | 1982  | 1990  | 1999  | 2004  | 2006  | 2009  |
| ----- | ----- | ----- | ----- | ----- | ----- | ----- | ----- | ----- |
| 1 510 | 1 572 | 1 950 | 2 219 | 2 392 | 2 491 | 2 472 | 2 497 | 2 598 |

| 2014  | 2019  | 2022  | - | - | - | - | - | - |
| ----- | ----- | ----- | - | - | - | - | - | - |
| 2 739 | 2 833 | 2 899 | - | - | - | - | - | - |

### Sports
- USGP (Union Sportive Grande Paroisse).

section handball, 10 équipes engagées pour la saison 2009-2010
section judo (76 licenciés en 2013)
section Football (130 licenciés en 2013)
section Tennis
section Athlétisme (organisateur de la célèbre "Foulée paroissienne)
- Base de loisirs La Noue Notre Dame (activités nautiques).

## Économie

### Revenus de la population et fiscalité
En 2017, le nombre de ménages fiscaux de la commune était de 1 074 (dont 61 % imposés), représentant 2 805 personnes et la  médiane du revenu disponible par unité de consommation  de 22 700 euros.

### Emploi
En 2017 , le nombre total d’emplois dans la zone était de 363, occupant 1 116 actifs  résidants.
Le taux d'activité de la population (actifs ayant un emploi) âgée de 15 à 64 ans s'élevait à 67,9 % contre un taux de chômage de 7,8 %.
Les 24,3 % d’inactifs se répartissent de la façon suivante : 11,3 % d’étudiants et stagiaires non rémunérés, 5,7 % de retraités ou préretraités et 7,3 % pour les autres inactifs.

### Entreprises et commerces
En 2015, le nombre d'établissements actifs était de 149 dont 8 dans l'agriculture-sylviculture-pêche, 22 dans l’industrie, 17 dans la construction, 74 dans le commerce-transports-services divers et 28  étaient relatifs au secteur administratif.
Ces établissements ont pourvu 357 postes salariés.
- Sablières, coopérative agricole.

### Secteurs d'activité

#### Agriculture
La Grande-Paroisse est dans la petite région agricole dénommée la « Brie humide » (ou Brie de Melun), une partie de la Brie à l'est de Melun. En 2010, l'orientation technico-économique de l'agriculture sur la commune est la culture de céréales et d'oléoprotéagineux (COP).
Si la productivité agricole de la Seine-et-Marne se situe dans le peloton de tête des départements français, le département enregistre un double phénomène de disparition des terres cultivables (près de 2 000 ha par an dans les années 1980, moins dans les années 2000) et de réduction d'environ 30 % du nombre d'agriculteurs dans les années 2010. Cette tendance se retrouve au niveau de la commune où le nombre d’exploitations est passé de 15 en 1988 à 9 en 2010. Parallèlement, la taille de ces exploitations augmente, passant de 83 ha en 1988 à 134 ha en 2010.
Le tableau ci-dessous présente les principales caractéristiques des exploitations agricoles de Grande-Paroisse, observées sur une période de 22 ans : 
|                                      | 1988  | 2000  | 2010  |
| ------------------------------------ | ----- | ----- | ----- |
| Dimension économique,                |       |       |       |
| Nombre d’exploitations (u)           | 15    | 10    | 9     |
| Travail (UTA)                        | 24    | 15    | 11    |
| Surface agricole utilisée (ha)       | 1 244 | 1 494 | 1 208 |
| Cultures                             |       |       |       |
| Terres labourables (ha)              | 1 212 | 1 466 | 1 196 |
| Céréales (ha)                        | 857   | 903   | 748   |
| dont blé tendre (ha)                 | 579   | 659   | s     |
| dont maïs-grain et maïs-semence (ha) | 151   | s     | s     |
| Tournesol (ha)                       | 157   | 37    | 119   |
| Colza et navette (ha)                | 59    | 210   | 207   |
| Élevage                              |       |       |       |
| Cheptel (UGBTA)                      | 295   | 4     | 64    |

## Culture locale et patrimoine

### Lieux et monuments
La commune abrite un site préhistorique mondialement par les préhistoriens : celui de Pincevent, de plein air qui a livré les vestiges d'un campement de chasseurs de rennes magdaléniens datant d'environ 10 000 ans av. J.-C.. Les recherches ont été dirigées par André Leroi-Gourhan, professeur à la Sorbonne et au Collège de France. D'un autre côté, dans un patrimoine plus commun, on peut inscrire l'église Saint-Germain-de-Paris qui est située en contrebas du village et placée sous le vocable de Germain-de-Paris, inscrite au titre des monuments historiques. Une colonne est érigée sur le territoire en souvenir de la première rencontre entre Marie Leczinska, fille du roi Stanislas, et Louis XV le 4 septembre 1725, elle aussi inscrite aux monuments historiques. L'écart de Tavers, à l'ouest, est le lieu du château éponyme. Enfin, une vallée située entre Vernou-la-Celle-sur-Seine et la Grande-Paroisse, celle des Sept-Moulins a été longtemps la séparation entre la France et la Champagne.

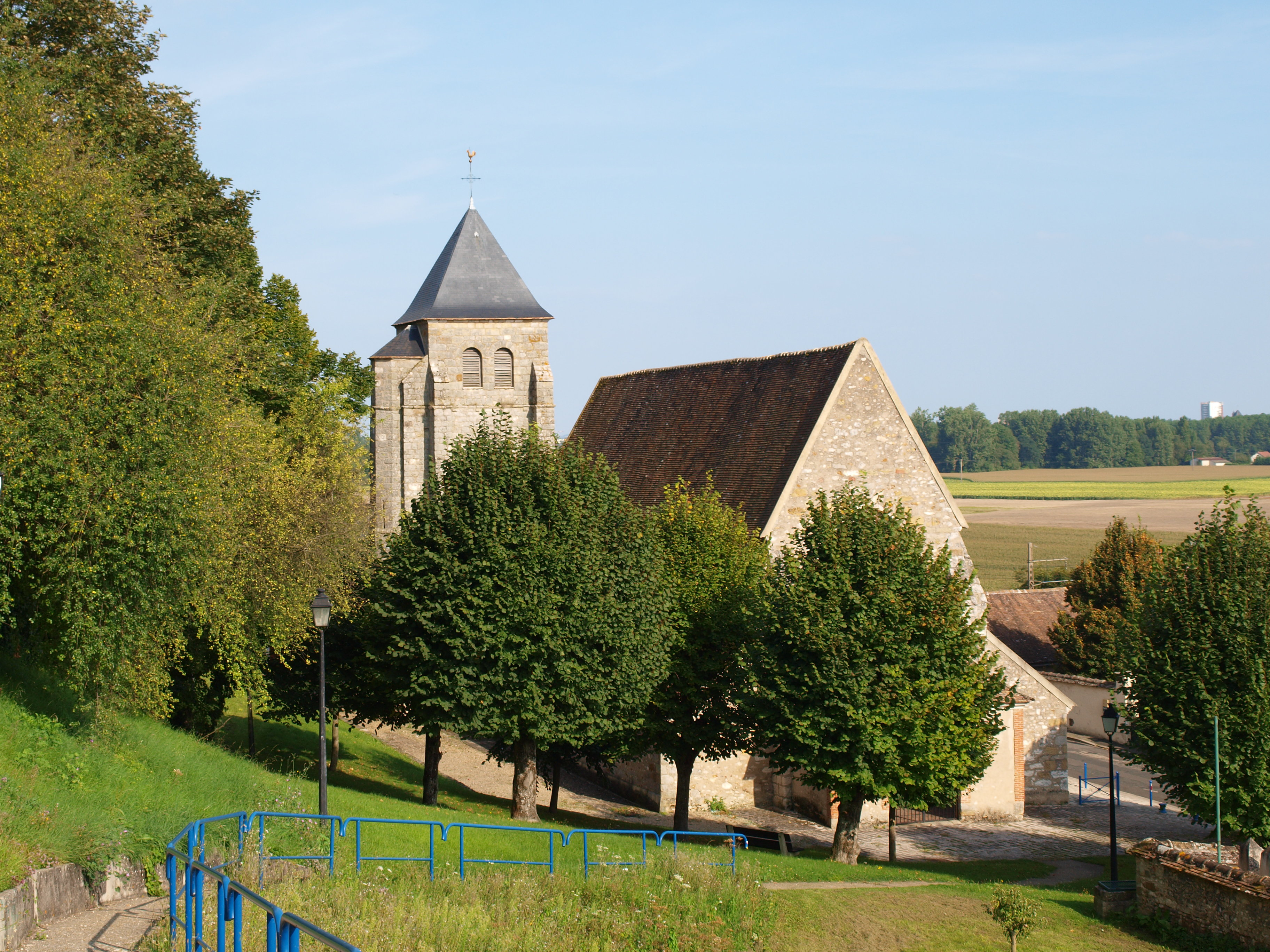
Église Saint-Germain.
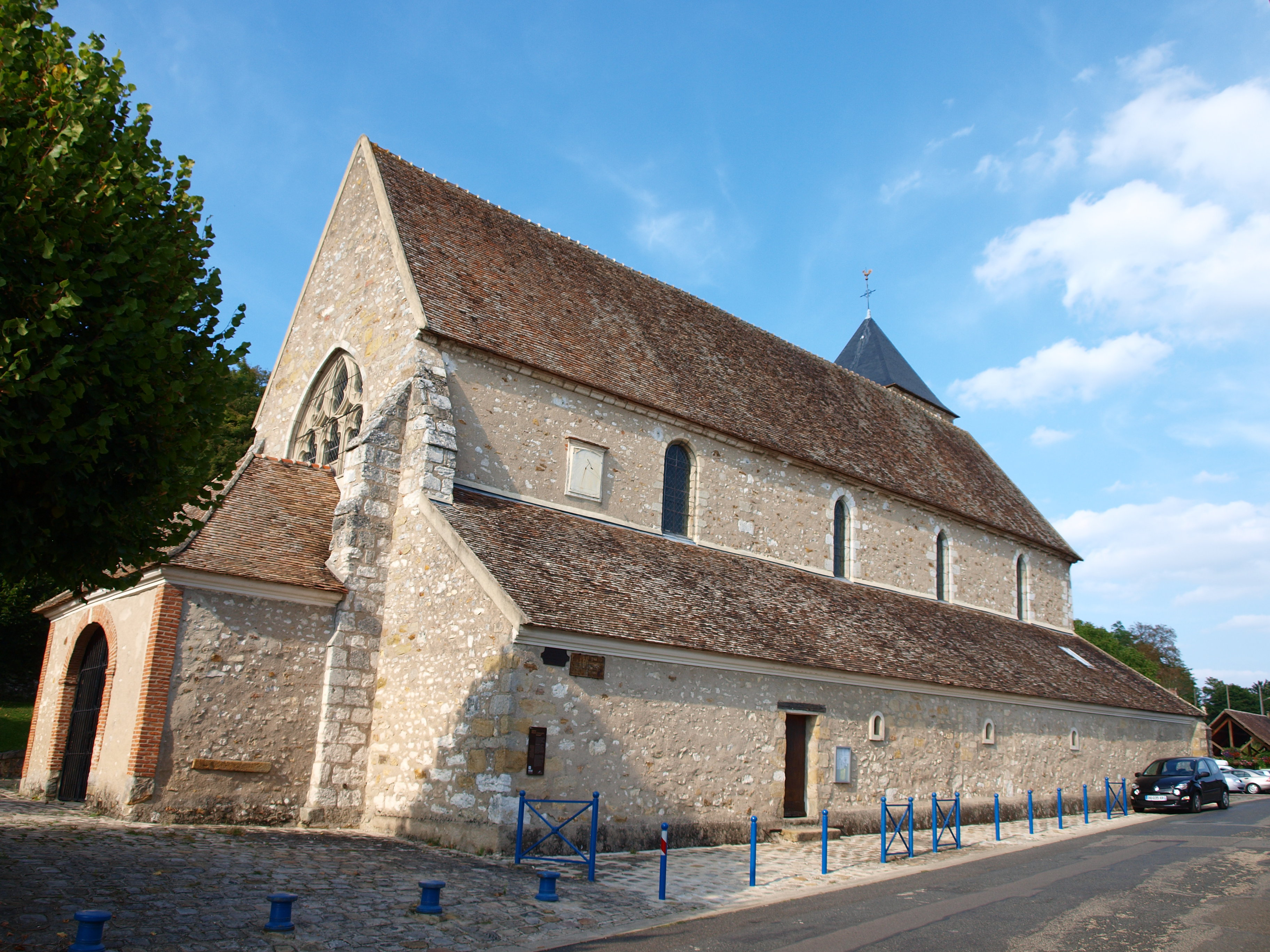
Église Saint-Germain.
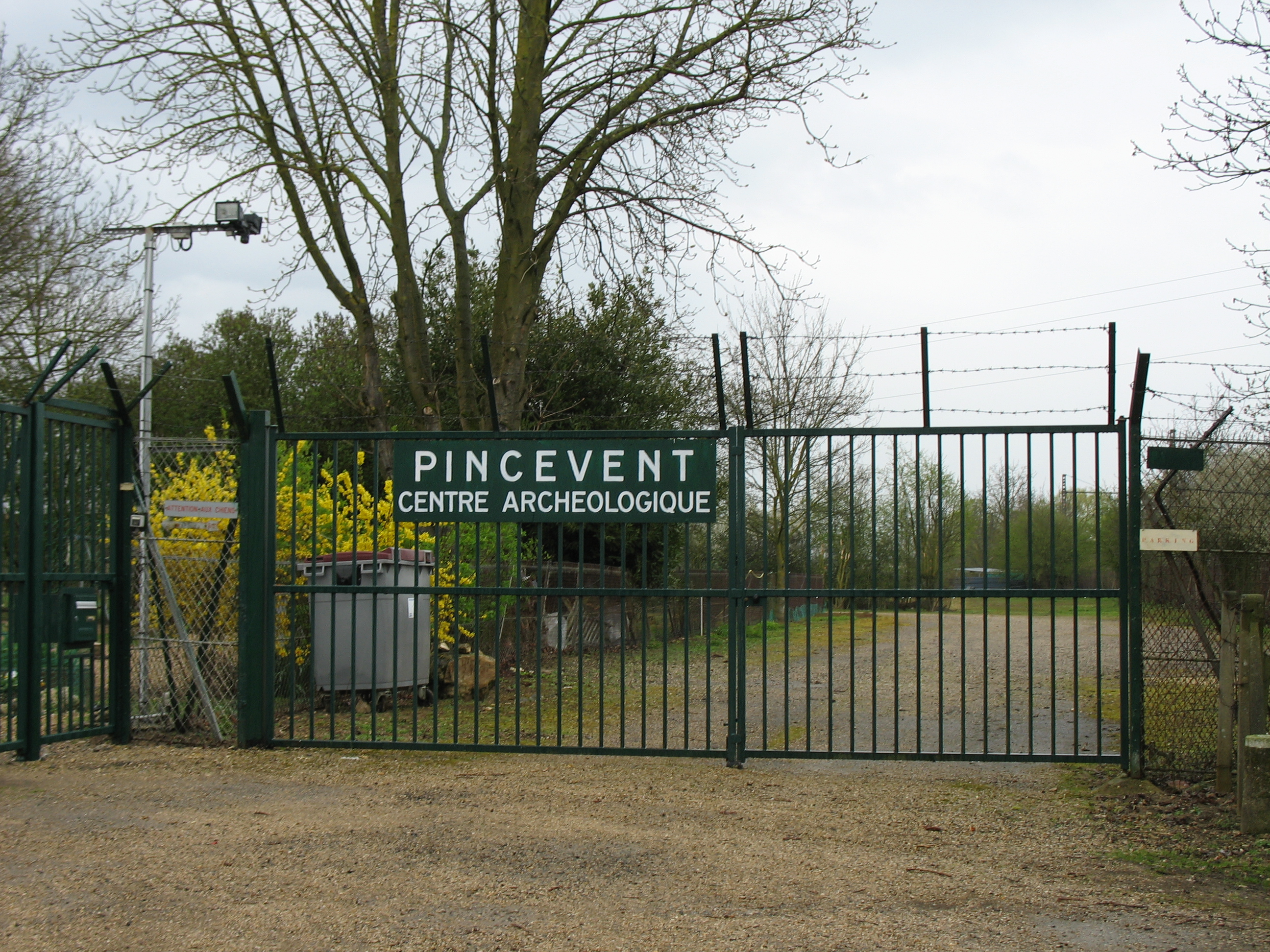
Centre archéologique de Pincevent.
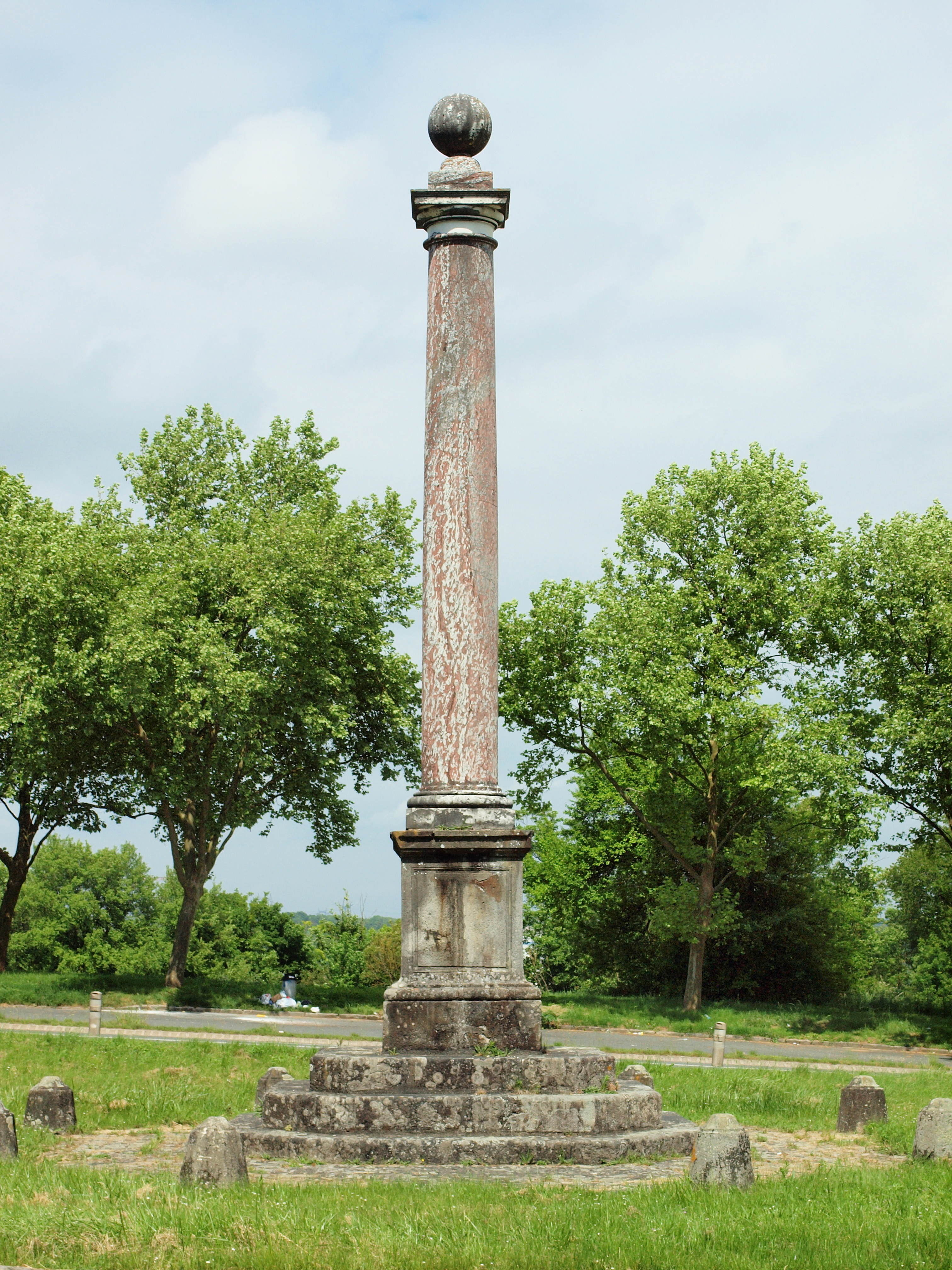
Obélisque de la Reine.

### Personnalités liées à la commune
- François-Pierre-Ange Mauduyt (1760-1835) Homme politique français, député de Seine-et-Marne à la Convention nationale (1792-1795), maire de la grande Paroisse ;
- Gilles Lecouty (1942), accordéoniste de Pierre Perret et ex-membre du groupe Licence IV, notamment connu pour son tube « Viens boire un ptit coup à la maison » resté no 1 au Top 50 durant 16 semaines en 1987[pourquoi ?].

### Héraldique
| Blason de La Grande-Paroisse | Blason  | Divisé en chevron: au premier d'azur au besant d'or accosté de deux fleurs de lis du même, au deuxième d'or à l'aigle d'azur; au chevron de sable brochant sur la partition. |
| Blason de La Grande-Paroisse | Détails | |